# HesWare

Logo von HesWare

HesWare (Human Engineered Software oder kurz HES) war in den 1980ern eine US-amerikanische Softwarefirma, die sich auf die Entwicklung von Software für den VC 20 und den C64 konzentrierte und in Burlingame, Kalifornien, beheimatet war. Das Unternehmen wurde 1982 gegründet und verschwand 1987 vom Markt.
HesWare stellte verschiedene Software aus den Bereichen Lern- und Spielprogramme her, darunter Titel wie Attack of the Mutant Camels, Mr. TNT oder Shamus, sowie Programmierhilfen wie Graphics BASIC und 64Forth. Mit dem HesMon wurde auch ein Maschinensprachenmonitor für den C64 entwickelt.
Teilweise war HesWare der größte Anbieter von „single-source“-Software für den C64.
Im Oktober 1984 wurde die bereits hoch verschuldete Firma HesWare von der „Avant Guard Publishing Corp.“ aufgekauft, um so eine Insolvenz zu vermeiden.
Der Umstieg auf neuere Plattformen wie Atari ST und Amiga erfolgte sehr spät, die Entwicklung einer Weltraumsimulation für Atari ST und den Amiga wurde zwar begonnen, jedoch erfolgte keine Fertigstellung mehr.
Spiele-Entwickler Lawrence Holland und Ron Gilbert, die später für ihre Arbeit bei LucasArts berühmt wurden, starteten ihre Karriere bei HesWare.